# Đồng Trung
Đồng Trung là một xã thuộc huyện Thanh Thủy, tỉnh Phú Thọ, Việt Nam.

## Địa lý
Xã Đồng Trung nằm ở phía nam huyện Thanh Thủy, có vị trí địa lý:
- Phía đông giáp thành phố Hà Nội
- Phía tây giáp huyện Thanh Sơn và xã Hoàng Xá
- Phía nam giáp xã Tu Vũ
- Phía bắc giáp xã Đoan Hạ.

Xã Đồng Trung có diện tích 16,57 km², dân số năm 2018 là 11.173 người, mật độ dân số đạt 674 người/km².

## Lịch sử
Địa bàn xã Đồng Trung hiện nay trước đây vốn là ba xã: Đồng Luận, Trung Nghĩa, Trung Thịnh.
Trước khi sáp nhập, xã Đồng Luận có diện tích 6,65 km², dân số là 5.275 người, mật độ dân số đạt 793 người/km². Xã Trung Nghĩa có diện tích 7,53 km², dân số là 3.593 người, mật độ dân số đạt 477 người/km², gồm 7 khu: 1 (thôn Đồi Chè), 2 (thôn Đình), 3 (thôn Chùa), 4 (thôn Việt Hùng), 5 (thôn Lang Vân), 6 (thôn Lang Xương), 7 (thôn Trại Chùa). Xã Trung Thịnh có diện tích 2,39 km², dân số là 2.305 người, mật độ dân số đạt 964 người/km².
Ngày 17 tháng 12 năm 2019, Ủy ban Thường vụ Quốc hội ban hành Nghị quyết 828/NQ-UBTVQH14 về việc sắp xếp các đơn vị hành chính cấp xã thuộc tỉnh Phú Thọ (nghị quyết có hiệu lực từ ngày 1 tháng 1 năm 2020). Theo đó, sáp nhập toàn bộ diện tích và dân số của ba xã Đồng Luận, Trung Nghĩa và Trung Thịnh thành xã Đồng Trung.